# Емільєн Девік
Емільєн Девік (фр. Émilien Devic, 16 листопада 1888, Роменвіль — 21 серпня 1944) — французький футболіст, півзахисник.

## Життєпис
З 1910 по 1914 рік виступав у складі паризьких клубів «СА Париж», «Расінг», «Ред Стар».
Після Першої світової війни грав у команді КАСЖ (Париж), у складі якої виграв Кубок Франції 1919 року.
З 1911 року грав за збірну Франції. Зіграв у її складі 9 матчів і забив 2 голи.
У 1919 році був учасником Міжсоюзницьких ігр, великих спортивних змагань, що були організовані країнами-переможцями в Першій світовій війні. Участь у змаганнях брали діючі і колишні учасники збройних сил своїх країн. У складі збірної Франції (як і в інших командах) виступали відомі футболісти, гравці національної збірної. Девік був запасним гравцем збірної, але в останньому матчі групового турніру проти італійців одразу п'ять французьких гравців отримали травми. Завдяки цьому Емільєн зіграв у фінальному матчі проти Чехословаччини, що завершився поразкою збірної Франції з рахунком 2:3.
У 1919—1921 роках знову грав у складі «Расінга».
Під час Другої світової війни входив до руху опору і за це був розстріляний в 1944 році.

## Досягнення
- Володар Кубка Франції: (1)

КАСЖ (Париж): 1918-19
- Фіналіст Міжсоюзницьких ігор: (1)

Франція (військ.): 1919

## Статистика виступів

### Статистика виступів за збірну
| Дата       | Місто                            | Господарі  | Результат | Гості     | Турнір           | Голи | Примітки |
| ---------- | -------------------------------- | ---------- | --------- | --------- | ---------------- | ---- | -------- |
| 09/04/1911 | Сент-Уан-сюр-Сен (Сена-Сен-Дені) | Франція    | 1 – 1     | Італія    | товариський матч | -    |          |
| 30/04/1911 | Брюссель                         | Бельгія    | 7 – 1     | Франція   | товариський матч | -    |          |
| 25/01/1914 | Лілль                            | Франція    | 4 – 3     | Бельгія   | товариський матч | -    |          |
| 08/02/1914 | Люксембург (місто)               | Люксембург | 5 – 4     | Франція   | товариський матч | -    |          |
| 08/03/1914 | Париж                            | Франція    | 2 – 2     | Швейцарія | товариський матч | 1    |          |
| 09/03/1919 | Уккел                            | Бельгія    | 2 – 2     | Франція   | товариський матч | -    |          |
| 18/01/1920 | Мілан                            | Італія     | 9 – 4     | Франція   | товариський матч | -    |          |
| 05/04/1920 | Руан                             | Франція    | 0 – 5     | Англія    | товариський матч | -    |          |
| 20/02/1921 | Марсель                          | Франція    | 1 – 2     | Італія    | товариський матч | 1    |          |
| Усього     |                                  | Матчів     | 9         |           | Голів            | 2    |          |